# Trithemis hartwigi
Trithemis hartwigi is een libellensoort uit de familie van de korenbouten (Libellulidae), onderorde echte libellen (Anisoptera).
De soort staat op de Rode Lijst van de IUCN als onzeker, beoordelingsjaar 2008.
De wetenschappelijke naam Trithemis hartwigi is voor het eerst geldig gepubliceerd in 1970 door Pinhey.